# Formica laeviceps
Formica laeviceps (лат.) — вид муравьёв из группы рыжих лесных муравьёв Formica rufa group (Formica s. str., Formicinae). Неарктика.

## Распространение
Северная Америка: США.

## Описание
Длина около 1 см. От близких видов отличаются отсутствием отстоящих волосков на скапусе усика и редкими волосками на спинной стороне груди. Окраска рабочих муравьёв двухцветная, голова и грудка рыжеватые, брюшко чёрное. Усики 12-члениковые. Нижнечелюстные щупики 6-члениковые, нижнегубные щупики состоят из 4 сегментов. Стебелёк между грудкой и брюшком состоит из одного членика (петиолюс) с вертикальной чешуйкой. На средних и задних ногах по одной простой шпоре. Жало отсутствует. Гнездятся в почве и под камнями в прериях, на лугах и полупустынных местностях. Рабочие обнаруживаются на земле и на растениях с тлями, включая виды Yucca.

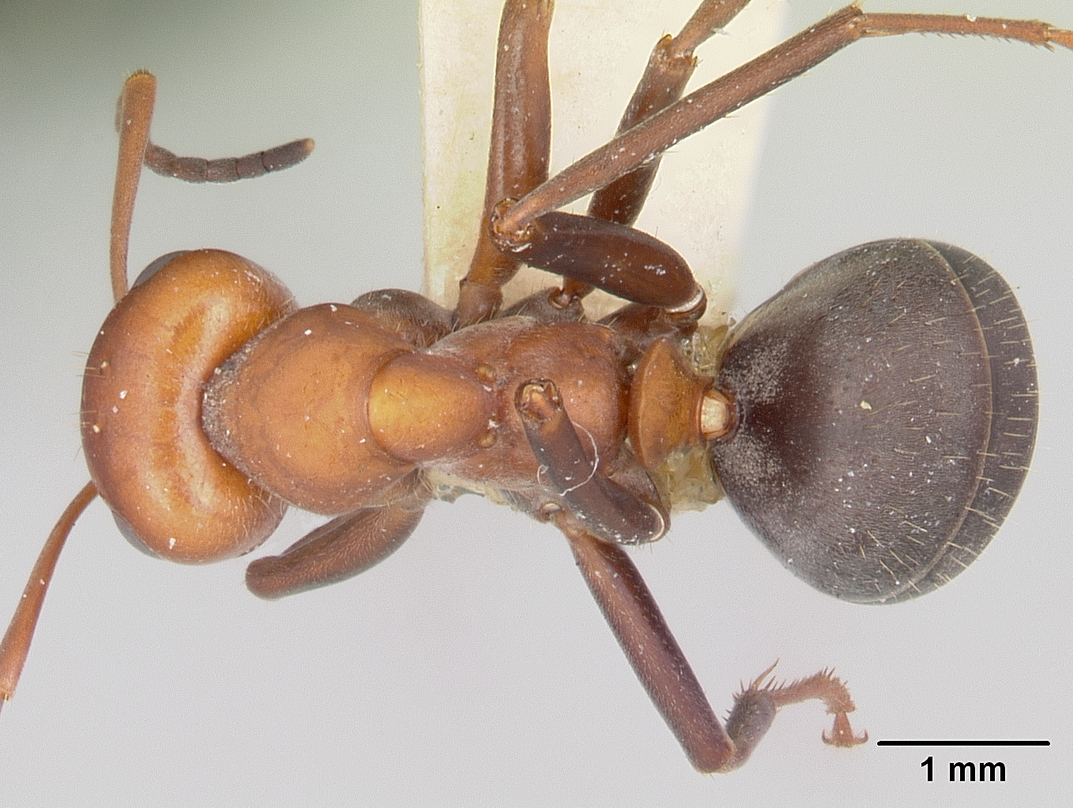
Рабочий сверху
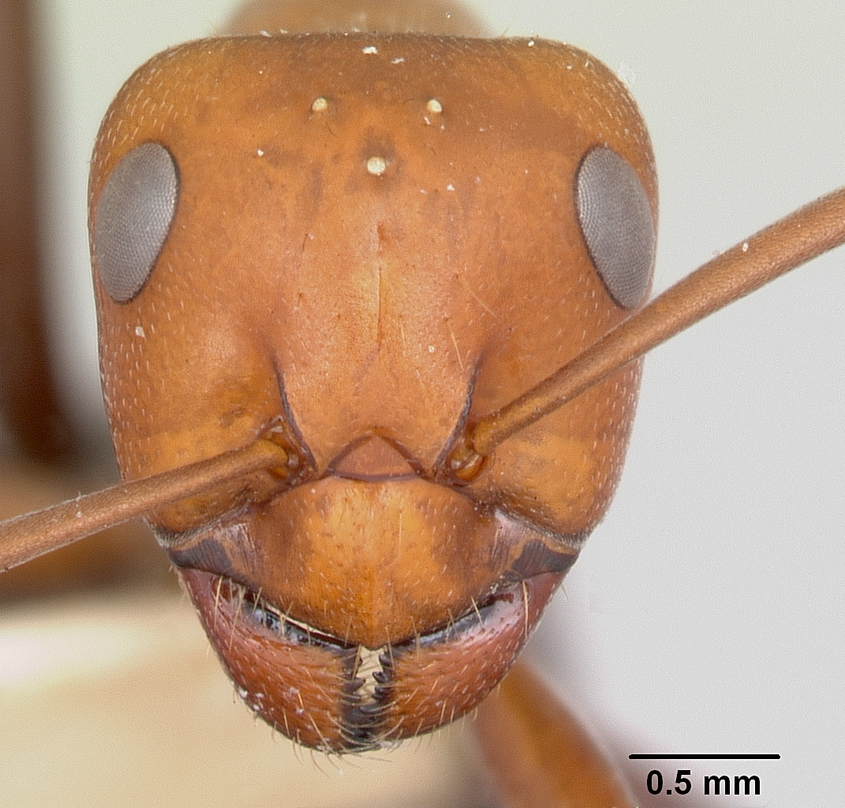
Голова рабочего
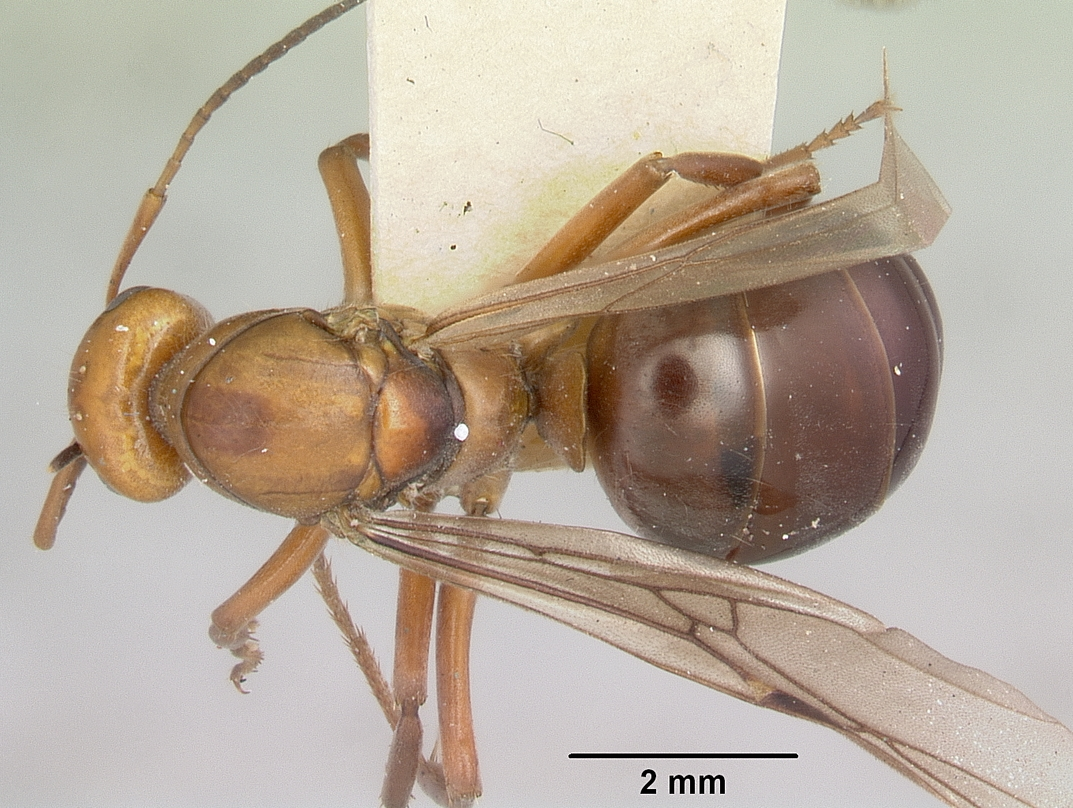
Самка сверху
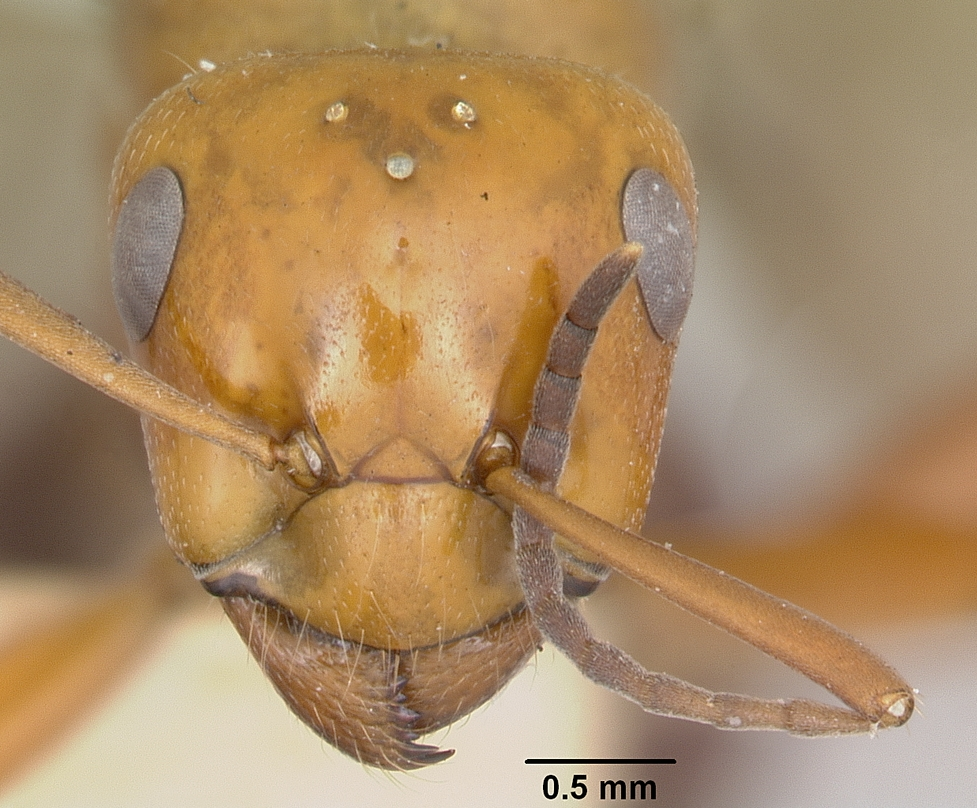
Голова самки
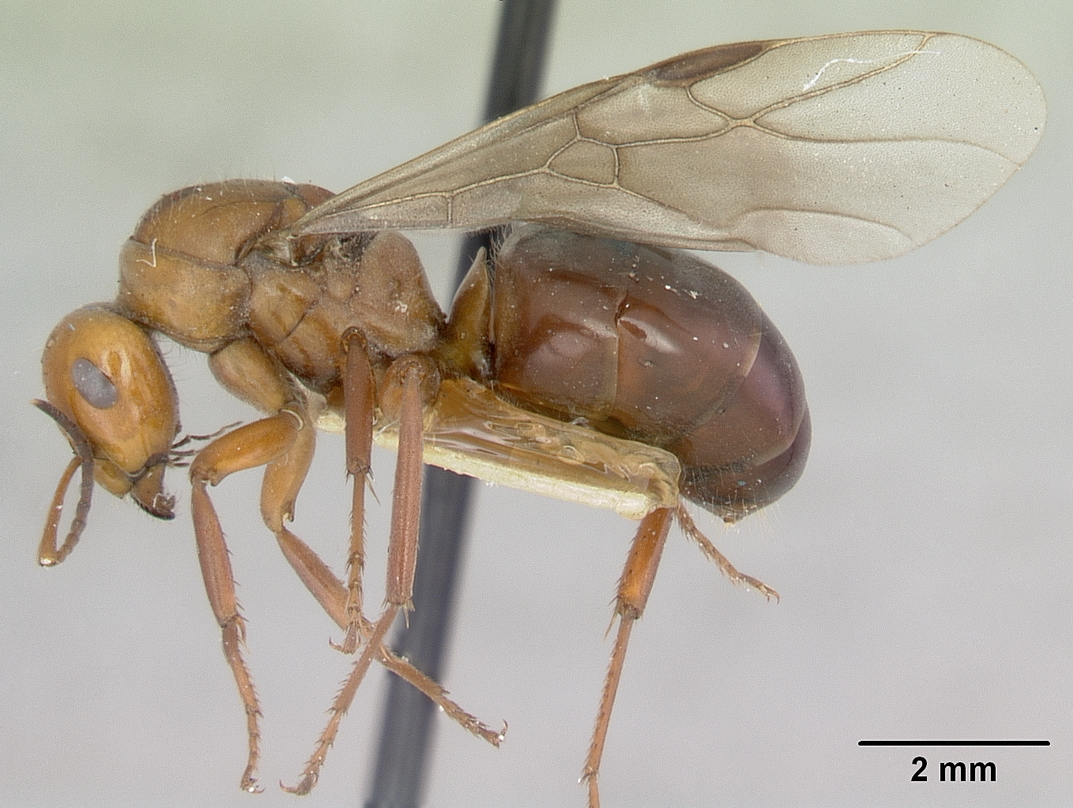
Самка сбоку